# El Gornal
El Gornal és un barri de l'Hospitalet de Llobregat (Barcelonès) que forma part del districte VI juntament amb Bellvitge. Limita amb Bellvitge, Santa Eulàlia i el districte econòmic de Granvia L'H. Té una superfície de 0,42 km². L'any 2016 tenia 6.931 habitants i una densitat de població de 16.399 h/km². La renda per habitant l'any 2016 era de 9.958 €, per sota de la mitjana local.

## Situació
El Gornal limita amb els barris de Bellvitge (per l'Av Vilanova), Santa Eulàlia (per c / Amadeu Torner i c / Aprestadora) i  Granvia Districte Econòmic (per Av Gran via). És un lloc amb avingudes amples i grans zones verdes. Està situat a un parell de quilòmetres de Barcelona.
 'Transport públic'
- Estació de Bellvitge-Gornal / Gornal que conté:
  - Estació de Gornal dels  Ferrocarrils de la Generalitat.
  - Estació de RENFE de Bellvitge, situada a la intersecció amb el barri de Bellvitge.
- Autobusos urbans (LH-1 i LH-2).
- Autobús metropolità H12.
- Estació de metro Can Tries | Gornal de la L9

## Història
El Gornal està assentat en terres de cultiu, també anomenades de la Marina. En aquestes zona confluïen diverses rieres, una de les quals dona nom al barri. L'any 1963 es va aprovar la urbanització del Gornal. Es va expropiar la cases dels carrers Finestrelles i part de Campoamor, amb l'oposició dels veïns. Les primeres claus es van donar l'any 1974. Anaven destinades per als veïns dels carrers afectats. L'any 1975, a les barriades pròxima de la Bomba i Can Pi hi va haver mobilitzacions per aconseguir els pisos del Gornal, i en poc temps es van concedir les claus.
A 1976 ja estava en funcionament el col·legi Pla de Llobregat i la parròquia. Tot aquest procés no va ser senzill ni a gust de tothom: hi va haver desallotjaments a la força dels expropiats i pisos nous van ser ocupats per força perquè estaven buits.
La primera festa major del Gornal va ser a l'octubre de 1977. En aquest mateix any es va crear el grup de "majorettes" i la constitució del Casal de Jubilats. A principi dels 80 es crea una segona fase d'habitatges. A 1983 comença a funcionar el consultori de la Seguretat Social i s'inicia el pla urbanístic del Gornal. En el lliurament de la segona fase hi va haver diverses discrepàncies i actes reivindicatius causa de la diferència dels preus dels pisos respecte a la primera fase. L'any 1987 entra en funcionament el "carrilet" (Ferrocarrils de la Generalitat). La primera guarderia comença a funcionar l'any 1988. A l'abril de 1989 es posa en funcionament els primers autobusos que comuniquen el Gornal amb els altres barris. Al setembre d'aquest mateix any s'inaugura el centre d'assistència primària, i a l'octubre s'inaugura la parròquia Santa Maria del Gornal.
El 1991 s'inaugura el centre cívic, i en 1994 obren les galeries comercials (Mercat de Gornal). També en aquest mateix any es comencen a construir la tercera fase d'habitatges, que va finalitzar el 1997. Aquesta fase va permetre que el barri s'unís amb la resta de la ciutat i no quedés tan aïllat. El polígon Gornal es va convertir al Gornal a seques. A 1999 s'inaugura l'Hotel d'Entitats.
El gener del 2000, la comissió d'afectats pels bloc dissenyats per l'arquitecte Ricardo Bofill calcula en 400 milions de pessetes la quantia en indemnitzacions pels desperfectes dels habitatges. El 2002 és l'inici de la transformació urbanística de la Granvia entre la plaça Cerdà i el Gornal. Des del 2006 al Gornal hi ha hagut grans canvis de millora per al barri i la resta de la ciutat, obres monumentals que s'han solapat entre elles: el col·lector d'aigües, que creua tot el barri, la remodelació de la Gran via, el soterrament de les vies per a l'AVE (tren d'alta velocitat). El 20 d'octubre del 2007 un clot a causa de les obres de l'AVE paralitza les línies de rodalia i ferrocarrils catalans. Han estat uns anys molt durs que els veïns han patit de pols, fang, tanques per tot arreu i sense lloc on aparcar els cotxes, així que molts optaven per deixar-los en les voreres i jardins.
Avui dia ja es pot veure la transformació del barri. L'Av. Vilanova en una gran zona d'aparcament, l'Av Gran via amb un passeig enjardinat en tota la seva longitud i carril bici, la remodelació de la Rambla Carmen Amaya i la plaça d'Europa. El Gornal ha millorat molt i ara no té tantes barreres com va tenir en el seu dia. En les seves proximitats es troben la ciutat comercial i diversos hotels. El gener de 2008 van finalitzar les obres de reparació del túnel. Es construeix una tercera passarel·la que comunica l'Av Vilanova del Gornal amb l'Av Amèrica de Bellvitge. Actualment aquesta acabant el nou enrajolat de la Rambla Carmen Amaya i alguns canvis en les zones verdes.

## Associacions i entitats[calcitació]
- Associació de veīns i veïnes del Gornal Website
- Acatae (Associació Catalana d'Agents ENERGÈTICS)
- ADFYS (Associació de Discapacitats Físics i Psíquics)
- Àmbit Energètic
- Àmbit Cultural Gornal
- Associació Dinàmic-Cultural Gornal
- Associació Juvenil el Pla de Llobregat
- AV. Gornal
- AVV. Segle XXI
- AVV. Carmen Amaya
- Centre Cultural i Recreatiu Amics del Gornal
- Club de Jubilats i Pensionistes Gornal
- Comissió de Festes
- Coordinadora d'Entitats i Veïns del Gornal
- Grup de dones del Gornal
- Grup de Teatre Independent
- Lacho Baji Calí (Associació de cultura Gitana)
- Parròquia Santa Maria del Gornal
- (Associació d'ajuda a les persones amb problemes de drogues)
- Comissió de Cooperació entre veïns i entitats del Barri del Gornal

## Serveis
- Aprendre a Aprendre
- CEIP Gornal
- Centre d'Atenció Primària (CAP)
- Centre Cívic
- Equip de futbol, Unió Esportiva Gornal
- Centre Obert Bocins d'Acció Social
- Col·legi Xaloc
- Col·legi Pineda
- Centre de Formació d'Adult
- Hotel d'Entitats
- Llar d'Infants El Tren
- Punt Òmnia Gornal
- Oficina Urban
- Serveis Socials del Gornal